# Undervandsjordskælv
Et undervandsjordskælv er et jordskælv, der rammer under vandet ved bunden af en vandmasse, især et hav. De er en af de primære årsager til tsunamier. Et undervandsjordskælvs størrelse kan måles videnskabeligt på momentmagnitude-skalaen og dets intensitet kan bestemmes ved hjælp af Mercalliskalaen.
Undervandsjordskælv kan også beskadige søkabler i området og derigennem medføre store forstyrrelser af internet og internationale telefonnetværk i de pågældende områder. Dette er særligt udbredt i Asien, hvor mange søkabler krydser undervandsjordskælvzoner langs Ildringen.